# Lilou
Lilou（1984年 - ）はフランスのブレイクダンサー。リヨン出身のアルジェリア系フランス人である。ブレイクダンスの3大世界大会であるBattle of the Year、UK B-Boy Championships (Crew)、Red Bull BC Oneにおいて優勝しており、三冠を達成している。2009年のRed Bull BC Oneでは大会初となる2度目の優勝を果たした。

## 概要
フランスのPockémonというチームに所属している。

## 受賞歴

### 2003
- Battle of the Year 優勝

### 2004
- Freestyle Session Europe 優勝

### 2005
- Freestyle Session Korea 優勝
- UK B-Boy Championships "B-Boy Crew Battle" 準優勝
- Red Bull BC One 優勝

### 2006
- UK B-Boy Championships "B-Boy Crew Battle" 優勝
- Red Bull BC ONE 1回戦敗退

### 2007
- KB B-Boy World Master 優勝
- Hip Hop Game 優勝

### 2009
- Red Bull BC One 優勝